# Campionati austriaci di sci alpino 1985
I Campionati austriaci di sci alpino 1985 si svolsero a Eben im Pongau, Filzmoos e Radstadt dal 21 al 24 febbraio; furono assegnati i titoli di discesa libera, slalom gigante, slalom speciale e combinata, sia maschili sia femminili.

## Risultati

### Uomini

#### Discesa libera
| Pos. | Atleta            | Nazione |
| ---- | ----------------- | ------- |
| 1    | Stefan Niederseer | Austria |
| 2    | Mathias Haas      | Austria |
| 3    | Rudolf Huber      | Austria |

Località: Radstadt

Data: 21 febbraio

#### Slalom gigante
| Pos. | Atleta           | Nazione |
| ---- | ---------------- | ------- |
| 1    | Guido Hinterseer | Austria |
| 2    | Hubert Strolz    | Austria |
| 3    | Helmut Mayer     | Austria |

Località: Eben im Pongau

Data: 23 febbraio

#### Slalom speciale
| Pos. | Atleta              | Nazione |
| ---- | ------------------- | ------- |
| 1    | Gerhard Lieb        | Austria |
| 2    | Christian Orlainsky | Austria |
| 3    | Klaus Heidegger     | Austria |

Località: Filzmoos

Data: 24 febbraio

#### Combinata
| Pos. | Atleta           | Nazione |
| ---- | ---------------- | ------- |
| 1    | Guido Hinterseer | Austria |
| 2    | Roland Pfeifer   | Austria |
| 3    | Jürgen Grabher   | Austria |

Località: Eben im Pongau, Filzmoos, Radstadt

Data: 21-24 febbraio

Classifica stilata attraverso i piazzamenti ottenuti
in discesa libera, slalom gigante e slalom speciale

### Donne

#### Discesa libera
| Pos. | Atleta           | Nazione |
| ---- | ---------------- | ------- |
| 1    | Astrid Geisler   | Austria |
| 2    | Sylvia Eder      | Austria |
| 3    | Katrin Gutensohn | Austria |

Località: Radstadt

Data: 21 febbraio

#### Slalom gigante
| Pos. | Atleta        | Nazione |
| ---- | ------------- | ------- |
| 1    | Sylvia Eder   | Austria |
| 2    | Anita Wachter | Austria |
| 3    | Claudia Riedl | Austria |

Località: Eben im Pongau

Data: 22 febbraio

#### Slalom speciale
| Pos. | Atleta         | Nazione |
| ---- | -------------- | ------- |
| 1    | Ida Ladstätter | Austria |
| 2    | Anita Wachter  | Austria |
| 3    | Caroline Beer  | Austria |

Località: Filzmoos

Data: 23 febbraio

#### Combinata
| Pos. | Atleta         | Nazione |
| ---- | -------------- | ------- |
| 1    | Anita Wachter  | Austria |
| 2    | Ida Ladstätter | Austria |
| 3    | Sigrid Wolf    | Austria |

Località: Eben im Pongau, Filzmoos, Radstadt

Data: 21-23 febbraio

Classifica stilata attraverso i piazzamenti ottenuti
in discesa libera, slalom gigante e slalom speciale